# Vedashree Oke
Vedashree Oke (n. 10 de octubre de 1980) es una actriz y cantante de playback de la  India, conocida dentro de la industria del cine marathi, además ha interpretado temas musicales en marathi. Ella formó parte de un programa musical llamado "Sa Re Ga Ma Pa" en 1997.

## Biografía
Vedashree pertene a una familia dedicada a la música, su padre Madhav Khadilkar y su madre Asha Khadilkar, son también cantantes. Ella hizo su maestría en música.

## Carrera
Su carrera artística empezó como actriz, tras actuar en drama titulada "Sangeet Natak Kaviraj Jaidev". También actuó en una obra de teatro titulado "Katyar Kaljat Ghusli", que fue dirigido por Subodh Bhave. La obra fue apoyada por Rahul Deshpande, Mahesh Kale, Subodh Bhave, Dipti Mate y entre otros. Ella también participó en otra obra titulada "Naman Natavara", que fue difundida por un canal de televisión de la red ETV marathi. Luego fue contratada como cantante de playback para interpretar un tema musical para una película titulada "Timepass", que fue éxito de taquilla y dirigido por Ravi Jadhav. Ella trabaja en una escuela llamada, Singhnia, como profesora de música en los últimos 4 años. Ha interpretado también canciones en hindi, en la que tuvo un mejor rendimiento.